# Hypsiloporus proclivis
Hypsiloporus proclivis är en mångfotingart som beskrevs av Loomis 1961. Hypsiloporus proclivis ingår i släktet Hypsiloporus och familjen Comodesmidae. Inga underarter finns listade i Catalogue of Life.